# Afganistan - The Last War Bus
Afganistan - The Last War Bus (talvolta citato come L'ultimo bus di guerra) è un film del 1989 diretto da Pierluigi Ciriaci.

## Trama
Un gruppo di soldati si ritrova intrappolato dietro le linee nemiche in Afghanistan. La loro unica speranza di sopravvivenza è salire a bordo di un autobus appositamente progettato.